# Keep Your Mind Wide Open
«Keep Your Mind Wide Open» (с англ. — «Держи свой разум широко открытым») — песня, исполненная американской актрисой Аннасофией Робб в качестве саундтрека к фильму «Мост в Терабитию», в котором Робб сыграла персонажа Лесли Бёрк. Авторами песни являются Дэйв Бассетт и Мишель Физерстоун. Достигла на Billboard Hot 100 90-го места. Музыкальный видеоклип для песни был показан на Disney Channel и размещён на Blu-ray и DVD-релизах фильма в качестве дополнительного материала.